# Regionalizacja fizycznogeograficzna
Regionalizacja fizycznogeograficzna – rodzaj regionalizacji polegający na wydzieleniu w przestrzeni pewnych obszarów – regionów fizycznogeograficznych, które wykazują pewien stopień wewnętrznej jedności wynikający z ich położenia geograficznego, historii rozwoju, charakteru współczesnych procesów geograficznych oraz wzajemnego powiązania poszczególnych elementów tworzących daną jednostkę.

## Rozwój regionalizacji fizycznogeograficznej
Próby nowożytnej regionalizacji fizycznogeograficznej datują się od XVIII wieku. Syntetyczne, oparte na założeniach teoretycznych regionalizacje fizycznogeograficzne poszczególnych państw bądź mniejszych obszarów datują się od XIX wieku. W odrodzonej w 1918 r. Polsce zajmowali się tą tematyką m.in. tacy geografowie jak Eugeniusz Romer, Ludomir Sawicki, Stanisław Pawłowski, a w odniesieniu do terenów górskich w granicach ówczesnej Rzeczypospolitej również Walery Goetel i Stanisław Leszczycki. W połowie XX wieku regionalizacje fizycznogeograficzne były już opracowane między innymi dla Polski, Związku Radzieckiego, Czechosłowacji, Rumunii, Węgier, obu państw niemieckich (NRD i RFN), Jugosławii i Finlandii oraz dla niektórych państw pozaeuropejskich, m.in. Kanady, Chin i Izraela.
W latach 60. XX wieku na szeregu kongresów geograficznych, przeważnie pod auspicjami Międzynarodowej Unii Geograficznej, opracowano i przyjęto kilka kolejnych wersji regionalizacji fizycznogeograficznej świata. Wersje te nawiązują do uniwersalnej klasyfikacji dziesiętnej Międzynarodowej Federacji Dokumentacji.
Pochodnymi regionalizacji fizycznogeograficznej świata winny się stać regionalizacje o zasięgu regionalnym. Ostateczna, jak dotąd, wersja regionalizacji fizycznogeograficznej Europy została przyjęta na kongresie geograficznym w Budapeszcie w roku 1971. Regionalizacja fizycznogeograficzna Polski, zgodna z założeniami regionalizacji światowej, została w zasadzie stworzona pod koniec lat 60. XX wieku, głównie przez prof. Jerzego Kondrackiego.
Należy zaznaczyć, że jednolita dziesiętna klasyfikacja regionów geograficznych nie wyklucza ani rozbieżności między nauką geografii w poszczególnych krajach, ani sporów między poszczególnymi badaczami z tych samych krajów co do nazewnictwa, klasyfikacji lub nawet istnienia poszczególnych regionów. Również regionalizacja fizycznogeograficzna Polski opracowana przez J. Kondrackiego bywa kwestionowana – podnosi się jej nieścisłości i niespójności, zwłaszcza co do hierarchii poszczególnych jednostek. Dlatego obecnie używaną regionalizację fizycznogeograficzną należy postrzegać nie jako jedynie słuszne rozwiązanie, lecz jako etap w rozwoju wiedzy geograficznej, podlegający ciągłej weryfikacji.

## Teoria regionalizacji
Teoria regionalizacji opiera się na trzech założeniach:
1. uznanie obiektywnego istnienia kompleksów fizycznogeograficznych,
2. oparcie zasad regionalizacji na podstawowych prawidłowościach zróżnicowania przestrzennego epigeosfery, wynikających z praw strefowości i astrefowości,
3. ustaleniu systemu jednostek hierarchicznie sobie podporządkowanych.

W teorii regionalizacji wyróżnia się kilka podstawowych zasad, m.in.:
- zasada zwartości regionów,
- zasada pewnej jedności genetycznej, wpływającej na ukształtowanie się określonych cech danej jednostki regionalnej,
- zasada kompleksowego pojmowania jednostek regionalnych – każdy region rozumiany jako całość złożona z wszystkich składników epigeosfery.

## Metody regionalizacji fizycznogeograficznej
Według A. Fiedina regionalizacja fizycznogeograficzna może być przeprowadzona metodami:
- fizycznogeograficznymi,
- paleogeograficznymi,
- geochemicznymi,
- geofizycznymi,
- matematycznymi.

### Metody fizycznogeograficzne
- metoda czynników lub cech przewodnich

Za czynnik przewodni przyjmowane najczęściej jest zróżnicowanie geologiczno-geomorfologiczne (stosunki te należą do najmniej zmiennych i najłatwiej dających się zobrazować na mapach, przy tym oddziałują bezpośrednio na stosunki wodne, gatunek gleb i klimat lokalny), a dla dużych obszarów fizycznogeograficznych – klimat. Metoda ta jest krytykowana jako nie w pełni kompleksowa, jej ulepszeniem jest posługiwanie się na przemian różnymi czynnikami przewodnimi dla wyróżnienia jednostek różnej rangi taksonomicznej.
- metoda sprzężonej analizy komponentów

Polega na uwzględnieniu całego kompleksu wzajemnie związanych komponentów. Według niej przy regionalizacji należy uwzględniać przede wszystkim strukturę kompleksu, wykorzystując wspólne cechy na wszystkich jednostek. Według A. Michajłowa są to:
- okres wyodrębnienia się danego kompleksu i początek kształtowania się jego współczesnej struktury,
- współczesna budowa geologiczna i skład litologiczny skał powierzchniowych, określające główne rysy rzeźby i inne niestrefowe cechy kompleksu,
- klimatyczne warunki kształtowania się kompleksu, zwłaszcza określające jego komponenty strefowe i biogeograficzne.

Sprzężona analiza komponentów bywa stosowana zarówno w kameralnym wydzielaniu regionów w skalach przeglądowych, jak i w badaniach terenowych przy wyróżnieniu podstawowych jednostek typologicznych.
- regionalizacja na podstawie map krajobrazowo-typologicznych

Polega ona na łączeniu małych jednostek typologicznych w podstawowe jednostki podziału regionalnego. Sposób wiązania mozaiki różnych typów w jednostki regionalne może być różny, np. A. Richling wyróżnia następujące metody:
1. jednostek dominujących i subdominujących,
2. sąsiedztwa,
3. dendrytów,
4. analizy granic.

### Metody paleogeograficzne
Odgrywają przy regionalizacji rolę pomocniczą. Pozwalają ustalić początek tworzenia się i zmiany w czasie geokompleksów, co może być pomocne w prognozowaniu zmian. Ustalenie przede wszystkim wielu licznych utworów powierzchniowych, a także gleb, pozwala określić, kiedy rozpoczął się rozwój warunków współczesnych. Określenie wieku geokompleksów ułatwia ustalenie ich rangi hierarchicznej, a poznanie tempa i kierunku przemian pozwala sądzić o dynamice procesów naturalnych i ich prawdopodobnym dalszym przebiegu kształtowania się.

### Metody geofizyczne
Dotyczą głównie zjawisk klimatycznych i hydrologicznych. Dla regionalizacji fizycznogeograficznej ważne jest poznanie zróżnicowania przestrzennego dynamiki procesów i zjawisk w różnych jednostkach strefowych i astrefowych. Metody te posługują się różnymi wskaźnikami liczbowymi, dotyczącymi elementów bilansu radiacyjnego, cieplnego, wodnego, migracji wody w gruncie, ruchów powietrza itp. Do metod geofizyczno-geodezyjnych należy również badanie współczesnych procesów tektonicznych i ich wpływu na specyfikę geokompleksów różnej rangi. Metody geofizyczne ułatwiają zatem poznanie istoty zróżnicowania różnych części epigeosfery i charakteru powiązań między geokomponentami.

### Metody geochemiczne
Mają szczególne zastosowanie w typologicznych badaniach krajobrazowych. Wzajemny stosunek i skład pierwiastków w nieorganicznych i organicznych składnikach krajobrazu jest zróżnicowany przestrzennie, dlatego ważne jest poznanie prawidłowości, które rządzą tym zróżnicowaniem, gromadzeniem się niektórych pierwiastków w jednych warunkach fizycznogeograficznych oraz wynoszeniem innym pierwiastków.

### Metody matematyczne
Cechy krajobrazu ujęte są liczbowo, korzysta się z map izarytmicznych, metod statystycznych i innych.

## System i oznaczenia regionalizacji fizycznogeograficznej
W kodzie jednostek podziału fizycznogeograficznego znajduje się wstępny symbol złożony z czterech cyfr, oznaczający część świata (1-924 dla Europy, 1-925 dla Azji, 1-926 dla Afryki itd.), który jest zazwyczaj pomijany. Znaczenie pozostałych cyfr kodu liczbowego przedstawia poniższa tabela.
| System dziesiątkowy oznaczania regionów fizycznogeograficznych |            |                              |
| Jednostka                                                      | Cyfra kodu | Przykład                     |
| megaregion                                                     | 3          | Pozaalpejska Europa Środkowa |
| prowincja                                                      | 31         | Niż Środkowoeuropejski       |
| podprowincja                                                   | 313        | Pobrzeża Południowobałtyckie |
| makroregion                                                    | 313.2      | Pobrzeże Szczecińskie        |
| mezoregion                                                     | 313.21     | Uznam i Wolin                |
| mikroregion                                                    | 313.211    | Brama Świny                  |

Megaregiony i prowincje wyróżniono na podstawie uwarunkowanych neotektonicznie makroform ukształtowania powierzchni.
Podprowincje wyróżniono opierając się:
- przy podziale krain równinnych i nizinnych (zwłaszcza Niżu Środkowoeuropejskiego i Wschodnioeuropejskiego) – na cechach morfogenetycznych i krajobrazowych, będących wynikiem różnic litologicznych, a także mezoklimatycznych,
- przy podziale krain wyżynnych i górskich – na różnicach budowy geologicznej i orografii, podporządkowanych makroformom ukształtowania powierzchni oraz na wtórnych cechach klimatyczno-roślinnych, które w górach układają się piętrowo.